# Pilea pteridophylla
Pilea pteridophylla es una especie de planta del género Pilea, perteneciente a la familia Urticaceae.

## Taxonomía
Pilea pteridophylla fue descrita por A. K. Monro en 1999.

## Distribución
Se encuentra en el territorio sur de México.